# 1. Bundesliga 2001-02
La 1. Bundesliga 2001-02 fue la 39.ª edición de la Fußball-Bundesliga, la mayor competición futbolística de Alemania. El certamen inició el 28 de julio de 2001 y culminó el 4 de mayo de 2002, y fue disputado por 18 equipos.
El campeón fue Borussia Dortmund, después de superar como local en la última fecha por 2-1 a Werder Bremen. Fue la sexta estrella del club en la primera división alemana, y su tercer título en la Bundesliga.

## Equipos
| Pos  | Descendidos de 1. Bundesliga |
| ---- | ---------------------------- |
| 16.º | Unterhaching                 |
| 17.º | Eintracht Fráncfort          |
| 18.º | Bochum                       |

| Pos | Ascendidos de 2. Bundesliga |
| --- | --------------------------- |
| 1.º | Núremberg                   |
| 2.º | Borussia Mönchengladbach    |
| 3.º | St. Pauli                   |

| Equipo                   | Ciudad          | Estadio                  | Aforo  |
| ------------------------ | --------------- | ------------------------ | ------ |
| 1860 Múnich              | Múnich          | Estadio Olímpico         | 63 000 |
| Bayer Leverkusen         | Leverkusen      | BayArena                 | 22 500 |
| Bayern de Múnich         | Múnich          | Estadio Olímpico         | 63 000 |
| Borussia Dortmund        | Dortmund        | Westfalenstadion         | 68 600 |
| Borussia Mönchengladbach | Mönchengladbach | Bökelbergstadion         | 34 500 |
| Colonia                  | Colonia         | Estadio Müngersdorfer    | 46 000 |
| Energie Cottbus          | Cottbus         | Stadion der Freundschaft | 21 000 |
| Friburgo                 | Friburgo        | Dreisamstadion           | 25 000 |
| Hamburgo                 | Hamburgo        | Volksparkstadion         | 62 000 |
| Hansa Rostock            | Rostock         | Ostseestadion            | 28 850 |
| Hertha Berlín            | Berlín          | Olympiastadion           | 76 000 |
| Kaiserslautern           | Kaiserslautern  | Estadio Fritz Walter     | 41 500 |
| Núremberg                | Núremberg       | Frankenstadion           | 44 700 |
| Schalke 04               | Gelsenkirchen   | Arena AufSchalke         | 61 973 |
| St. Pauli                | Hamburgo        | Millerntor-Stadion       | 20 550 |
| Stuttgart                | Stuttgart       | Estadio Gottlieb Daimler | 53 700 |
| Werder Bremen            | Bremen          | Weserstadion             | 36 000 |
| Wolfsburgo               | Wolfsburgo      | VfL-Stadion              | 21 600 |

### Equipos porEstados federados
| Región                            | N.º | Equipos                                                                             |
| --------------------------------- | --- | ----------------------------------------------------------------------------------- |
| Renania del Norte-Westfalia       | 5   | Bayer Leverkusen, Borussia Dortmund, Borussia Mönchengladbach, Colonia y Schalke 04 |
| Baviera                           | 3   | 1860 Múnich, Bayern de Múnich y Núremberg                                           |
| Baden-Wurtemberg                  | 2   | Friburgo y Stuttgart                                                                |
| Hamburgo                          | 2   | Hamburgo y St. Pauli                                                                |
| Baja Sajonia                      | 1   | Wolfsburgo                                                                          |
| Berlín                            | 1   | Hertha Berlín                                                                       |
| Bremen                            | 1   | Werder Bremen                                                                       |
| Brandeburgo                       | 1   | Energie Cottbus                                                                     |
| Mecklemburgo-Pomerania Occidental | 1   | Hansa Rostock                                                                       |
| Renania-Palatinado                | 1   | Kaiserslautern                                                                      |

## Sistema de competición
Los dieciocho equipos se enfrentaron entre sí bajo el sistema de todos contra todos a doble rueda, completando un total de 34 fechas. Las clasificación se estableció a partir de los puntos obtenidos en cada encuentro, otorgando tres por partido ganado, uno por empatado y ninguno en caso de derrota. En caso de igualdad de puntos entre dos o más equipos, se aplicaron, en el mencionado orden, los siguientes criterios de desempate:
1. Mejor diferencia de goles en todo el campeonato;
2. Mayor cantidad de goles a favor en todo el campeonato;
3. Mayor cantidad de puntos en los partidos entre los equipos implicados;
4. Mejor diferencia de goles en los partidos entre los equipos implicados;
5. Mayor cantidad de goles a favor en los partidos entre los equipos implicados.

Al finalizar el campeonato, el equipo ubicado en el primer lugar de la clasificación se consagró campeón y clasificó a la fase de grupos de la Liga de Campeones de la UEFA 2002-03, junto con el subcampeón; el tercero, por su parte, disputó la tercera ronda previa. Asimismo, los equipos que finalizaron el certamen en cuarto y quinto lugar clasificaron a la primera ronda de la Copa de la UEFA 2002-03 junto con el campeón de la Copa de Alemania, mientras que los ubicados en las posiciones sexta, séptima y octava accedieron a la Copa Intertoto de la UEFA 2002.
Por otro lado, los equipos que ocuparon los últimos tres puestos de la clasificación —decimosexta, decimoséptima y decimoctava— descendieron de manera directa a la 2. Bundesliga.

## Clasificación
| Pos. | Equipo                   | Pts. | PJ | G  | E  | P  | GF | GC | Dif. | Clasificación 2002-03                        |
| ---- | ------------------------ | ---- | -- | -- | -- | -- | -- | -- | ---- | -------------------------------------------- |
| 1    | Borussia Dortmund (C)    | 70   | 34 | 21 | 7  | 6  | 62 | 33 | +29  | Fase de grupos de la Liga de Campeones       |
| 2    | Bayer Leverkusen         | 69   | 34 | 21 | 6  | 7  | 77 | 38 | +39  | Fase de grupos de la Liga de Campeones       |
| 3    | Bayern Múnich            | 68   | 34 | 20 | 8  | 6  | 65 | 25 | +40  | Tercera ronda previa de la Liga de Campeones |
| 4    | Hertha Berlín            | 61   | 34 | 18 | 7  | 9  | 61 | 38 | +23  | Primera ronda de la Copa de la UEFA          |
| 5    | Schalke 04               | 61   | 34 | 18 | 7  | 9  | 52 | 36 | +16  | Primera ronda de la Copa de la UEFA          |
| 6    | Werder Bremen            | 56   | 34 | 17 | 5  | 12 | 54 | 43 | +11  | Primera ronda de la Copa de la UEFA          |
| 7    | Kaiserslautern           | 56   | 34 | 17 | 5  | 12 | 62 | 53 | +9   | Tercera ronda de la Copa Intertoto           |
| 8    | Stuttgart                | 50   | 34 | 13 | 11 | 10 | 47 | 43 | +4   | Tercera ronda de la Copa Intertoto           |
| 9    | 1860 Múnich              | 50   | 34 | 15 | 5  | 14 | 59 | 59 | 0    | Segunda ronda de la Copa Intertoto           |
| 10   | Wolfsburgo               | 46   | 34 | 13 | 7  | 14 | 57 | 49 | +8   |                                              |
| 11   | Hamburgo                 | 40   | 34 | 10 | 10 | 14 | 51 | 57 | −6   |                                              |
| 12   | Borussia Mönchengladbach | 39   | 34 | 9  | 12 | 13 | 41 | 53 | −12  |                                              |
| 13   | Energie Cottbus          | 35   | 34 | 9  | 8  | 17 | 36 | 60 | −24  |                                              |
| 14   | Hansa Rostock            | 34   | 34 | 9  | 7  | 18 | 35 | 54 | −19  |                                              |
| 15   | Núremberg                | 34   | 34 | 10 | 4  | 20 | 34 | 57 | −23  |                                              |
| 16   | Friburgo                 | 30   | 34 | 7  | 9  | 18 | 37 | 64 | −27  | Descenso de categoría                        |
| 17   | Colonia                  | 29   | 34 | 7  | 8  | 19 | 26 | 61 | −35  | Descenso de categoría                        |
| 18   | St. Pauli                | 22   | 34 | 4  | 10 | 20 | 37 | 70 | −33  | Descenso de categoría                        |

Actualizado a los partidos jugados el 4 de mayo de 2002.
 Fuente: DFB
1. ↑  Copa de Alemania (CC): Schalke 04 clasificó a la primera ronda de la Copa de la UEFA como campeón de la Copa de Alemania 2001-02.

| Bundesliga                           |
|                                      |
| Campeón Borussia Dortmund 6.º título |

## Resultados
| Local \ Visitante        | MUN | BAL | BAY | BOD | BOM | COL | COT | FRI | HAM | HAN | HER | KAI | NUR | SCH | STP | STU | WER | WOL |
| ------------------------ | --- | --- | --- | --- | --- | --- | --- | --- | --- | --- | --- | --- | --- | --- | --- | --- | --- | --- |
| 1860 Múnich              | —   | 1–4 | 1–5 | 1–3 | 2–2 | 3–0 | 1–0 | 5–2 | 1–1 | 2–0 | 0–3 | 0–4 | 1–0 | 1–2 | 4–2 | 3–3 | 3–1 | 2–1 |
| Bayer Leverkusen         | 4–0 | —   | 1–1 | 4–0 | 5–0 | 2–0 | 2–0 | 4–1 | 4–1 | 2–0 | 2–1 | 2–1 | 2–1 | 0–1 | 3–1 | 4–1 | 1–2 | 2–1 |
| Bayern Múnich            | 2–1 | 2–0 | —   | 1–1 | 0–0 | 3–0 | 6–0 | 1–0 | 3–0 | 3–2 | 3–0 | 4–1 | 0–0 | 3–0 | 2–0 | 4–0 | 2–2 | 3–3 |
| Borussia Dortmund        | 2–1 | 1–1 | 0–2 | —   | 3–1 | 2–1 | 3–0 | 0–2 | 1–0 | 2–0 | 3–1 | 3–0 | 2–0 | 1–1 | 1–1 | 1–0 | 2–1 | 4–0 |
| Borussia Mönchengladbach | 2–4 | 0–1 | 1–0 | 1–2 | —   | 4–0 | 0–0 | 2–2 | 2–1 | 0–2 | 3–1 | 0–2 | 1–0 | 0–0 | 2–2 | 2–2 | 1–0 | 0–2 |
| Colonia                  | 2–0 | 1–2 | 0–2 | 0–2 | 0–2 | —   | 0–0 | 2–0 | 2–1 | 4–2 | 1–1 | 0–1 | 1–2 | 1–1 | 2–1 | 0–0 | 0–0 | 0–4 |
| Energie Cottbus          | 1–1 | 2–3 | 0–3 | 0–2 | 3–3 | 2–3 | —   | 2–0 | 1–0 | 3–0 | 1–0 | 0–2 | 1–0 | 2–0 | 4–0 | 0–0 | 2–1 | 3–3 |
| Friburgo                 | 1–3 | 2–2 | 0–2 | 1–5 | 0–1 | 0–0 | 3–1 | —   | 4–3 | 1–1 | 1–3 | 3–1 | 2–0 | 2–0 | 2–2 | 0–2 | 3–0 | 0–0 |
| Hamburgo                 | 2–1 | 1–1 | 0–0 | 3–4 | 3–3 | 4–0 | 5–2 | 1–1 | —   | 0–1 | 4–0 | 2–3 | 3–1 | 0–0 | 4–3 | 2–0 | 0–4 | 1–1 |
| Hansa Rostock            | 2–2 | 0–3 | 1–0 | 0–2 | 1–1 | 3–0 | 0–0 | 4–0 | 1–1 | —   | 1–1 | 2–1 | 1–0 | 1–3 | 1–0 | 1–1 | 0–1 | 1–2 |
| Hertha Berlín            | 2–1 | 2–1 | 2–1 | 0–2 | 3–0 | 3–0 | 2–3 | 1–1 | 6–0 | 1–0 | —   | 5–1 | 2–0 | 2–0 | 2–2 | 2–0 | 3–1 | 2–0 |
| Kaiserslautern           | 1–3 | 2–4 | 0–0 | 1–0 | 3–2 | 2–1 | 4–0 | 3–0 | 2–2 | 3–1 | 4–1 | —   | 2–1 | 0–0 | 5–1 | 2–2 | 2–1 | 3–2 |
| Núremberg                | 2–1 | 1–0 | 1–2 | 2–2 | 1–2 | 2–0 | 2–0 | 2–0 | 0–0 | 2–0 | 1–3 | 0–2 | —   | 0–3 | 0–0 | 2–4 | 0–4 | 3–0 |
| Schalke 04               | 1–0 | 3–3 | 5–1 | 1–0 | 2–0 | 3–1 | 2–0 | 3–0 | 2–0 | 3–1 | 0–0 | 3–0 | 2–1 | —   | 4–0 | 2–1 | 1–4 | 1–2 |
| St. Pauli                | 0–3 | 2–2 | 2–1 | 1–2 | 1–1 | 1–2 | 4–0 | 1–0 | 0–4 | 0–1 | 0–0 | 1–1 | 2–3 | 0–2 | —   | 1–2 | 0–3 | 3–1 |
| Stuttgart                | 0–1 | 0–2 | 0–2 | 3–2 | 1–1 | 0–0 | 0–0 | 3–0 | 3–0 | 2–1 | 0–0 | 4–3 | 2–3 | 3–0 | 2–0 | —   | 0–0 | 2–1 |
| Werder Bremen            | 1–3 | 2–1 | 1–0 | 1–1 | 1–0 | 1–1 | 3–2 | 3–2 | 0–1 | 4–3 | 0–3 | 1–0 | 3–0 | 3–0 | 3–2 | 1–2 | —   | 1–0 |
| Wolfsburgo               | 1–3 | 3–1 | 0–1 | 1–1 | 3–1 | 5–1 | 2–1 | 1–1 | 0–1 | 4–0 | 1–3 | 2–0 | 5–0 | 3–1 | 1–1 | 0–2 | 2–0 | —   |

## Estadísticas

### Goleadores
| Jugador         | Equipo            | Goles |
| --------------- | ----------------- | ----- |
| Márcio Amoroso  | Borussia Dortmund | 18    |
| Martin Max      | 1860 Múnich       | 18    |
| Michael Ballack | Bayer Leverkusen  | 17    |
| Giovane Élber   | Bayern Múnich     | 17    |
| Aílton          | Werder Bremen     | 16    |
| Miroslav Klose  | Kaiserslautern    | 16    |
| Claudio Pizarro | Bayern Múnich     | 15    |